# Port of Morrow
Port of Morrow è il quinto album del gruppo musicale statunitense The Shins, pubblicato il 20 marzo 2012 dalla Aural Apothecary e dalla Columbia Records. L'album, prodotto da Greg Kurstin e dal cantante James Marcer, è il primo della band in cinque anni e segue Wincing the Night Away del 2007.
Le tracce sono state scritte ed eseguite principalmente da Mercer, Kurstin e dal batterista Joe Plummer, ma l'album contiene anche le collaborazioni degli ex-membri Dave Hernandez, Marty Crandall, Jesse Sandoval, Eric D. Johnson e Ron Lewis, oltre a Janet Weiss e Nik Freitas.

## Tracce
1. The Rifle's Spiral – 3:30
2. Simple Song – 4:15
3. It's Only Life – 4:02
4. Bait and Switch – 3:23
5. September – 3:33
6. No Way Down – 3:16
7. For a Fool – 3:57
8. Fall of '82 – 3:48
9. 40 Mark Strasse – 4:39
10. Port of Morrow – 5:50

Tracce bonus
1. Pariah King - 4:11
2. The Waltz Is Over - 4:41

Port of Morrow Acoustic Bonus EP
1. Simple Song (Acoustic Version) - 4:00
2. September (Acoustic Version) - 3:26
3. It's Only Life (Acoustic Version) - 4:04
4. Young Pilgrims (Acoustic Version) - 3:01

## Formazione

### Gruppo
- James Mercer – voce, chitarra, batteria addizionale (traccia 1), glockenspiel (traccia 3), lap steel, percussioni (traccia 5)
- Joe Plummer – batteria (tracce 3, 4, 6, 7, 9)

### Altri musicisti
- Greg Kurstin – tastiere, chitarra (tracce 1, 2, 4, 6, 7), basso (tracce 1, 5, 6, 8, 10), pianoforte (tracce 2, 4, 9, 10), organo (tracce 4, 9, 10), percussioni (tracce 6, 10), batteria (traccia 8)
- Ron Lewis – basso (tracce 2, 3, 4, 7, 9)
- Dave Hernandez - chitarra (tracce 2, 3, 4)
- Eric D. Johnson – pianoforte (traccia 3), seconda voce (tracce 3, 4), tastiere addizionali (traccia 10)
- Janet Weiss – batteria (tracce 1, 2, 10)
- Nik Freitas – chitarra (tracce 6, 7, 9)
- Marty Crandall – tastiere addizionali (tracce 5)
- Nathaniel Walcott – tromba, flicorno soprano (traccia 8)